# Chlamydomonas monadina
Chlamydomonas monadina là một loài tảo trong họ Chlamydomonadaceae, thuộc chi Chlamydomonas.